# Șoimuș, Bistrița-Năsăud
Șoimuș (în dialectul săsesc Almesch, în germană Almesch, în maghiară Sajósolymos, colocvial Solymos) este un sat în comuna Șieu din județul Bistrița-Năsăud, Transilvania, România.

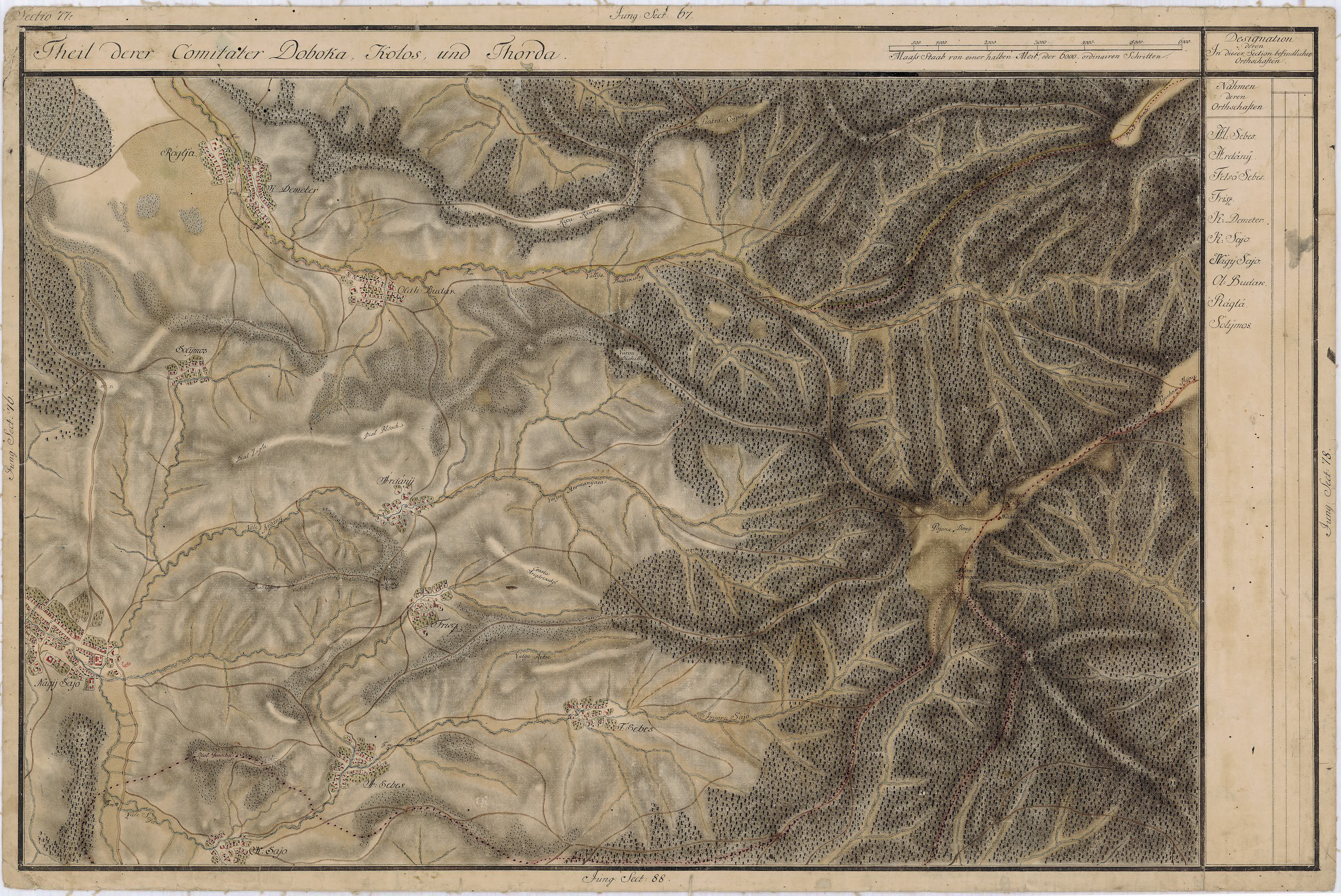
Șoimuș în Harta Iosefină a Transilvaniei, 1769-73

## Istoric
Cele mai vechi însemnări istorice atestă existența satului Șoimuș din anul 1319. Pe vremea aceea se numea Solmus, iar mai târziu Solimos. Legenda susține că, în perioada invaziei tătarilor, satul a fost locuit de români și de sași. Românii, la vestea venirii tătarilor, s-au retras în munți, iar sașii s-au ascuns în biserică unde, fiind surprinși în timpul slujbei religioase, au fost măcelăriți cu mic, cu mare până la ultimul, iar biserica construită din piatră le-a fost dărâmată. S-ar putea ca acele evenimente tragice, transmise pe cale orală din generație în generație până în zilele noastre să fie adevărate, deoarece pe grădina cu numerele topografice 59 și 60, unde se crede că a fost acea biserică, în anul 1897 s-a descoperit fundația care, în parte, a fost scoasă și din piatra rezultată s-a construit o „magazie de bucate“ pentru tovărășia agricolă de aici, după cum se consemnează în „Cronica Parohiei Greco-catolice din Șoimuș“.
De-a lungul istoriei, satul a fost în proprietatea diferiților nobili din Transilvania. Spre exemplu, Șoimușul, împreună cu satele Ardan, Budacul de Sus, Friș (azi Lunca), Șieuț, Sebiș, Bârla, Ragla și Orheiul Bistriței, din comitatul Dobâca, la 12 decembrie 1618, a fost donat de principele Transilvaniei, Gabriel Bethlen, nobilului Ioan Petki și fiului său, Francisc Petki. În anul 1638, Gheorghe Rákoczi I, principe al Transilvaniei, cumpără satele mai sus amintite pentru sora sa Ana și pentru cumnatul său, Ștefan Kekedi, ca apoi la 9 noiembrie 1669 aceeași proprietate să ajungă în posesia principelui Mihai Apafi I  și așa mai departe ajunge în mâinile altor stăpâni.
Ținând cont de așezarea geografică a satului, înconjurat de păduri, unde în trecut șoimii se desfătau în voie, denumirea lui provine de la cuvântul maghiar „solymos“, care înseamnă loc cu șoimi.
Denumirea satului a avut următoarea evoluție: Solmus, Solimos (1319), Olmos, Solmos (1587-1589), Sojmos (1750), Sajo Solymos (1760-1762), Șoimușu' (1850), Solymos, Șoimuș (1854).
Așadar ne aflăm într-un străvechi sat de iobagi români care de-a lungul secolelor au înfruntat multe obstacole. 
Istoricul Károly Hodor, în anul 1837, consemnează următoarele: „Șoimuș este un sat mic, parte a domeniului din Șieul Mare, în posesia grofului Kemény și a părtașilor săi. Are pământ bun pentru cereale și pentru fânaț, dar nu are suficientă pădure și nici apă. Locuitorii sunt români, în localitate au preot și biserică de lemn. Are 127 de suflete și 28 de case.“ 
În perioada anilor 1865-1870 s-a făcut drumul care leagă Șieul de Budacul de Sus, trecând prin Șoimuș. Văzând că biserica cea veche este șubredă, la inițiativa notarului Ioan Baciu, locuitorii satului au adunat piatră și au ars cărămidă pentru a construi o biserică nouă.
Biserica veche a fost construită din lemn de stejar și de brad și se afla peste pârâu, pe parcela cu nr. topografic 107. A fost demolată în zilele de 21 și 22 iunie 1880, pentru că era în starea jalnică de a se prăbuși, având o vechime de 166 de ani. Materialele rezultate din demolare au fost vândute parohiei din Friș (Lunca), care au fost folosite la construirea unei biserici noi. Atunci parohia din Lunca a fost administrată de preotul Ioan Baciu, originar din Șoimuș. De pe bârnele vechi de stejar s-au putut descifra următoarele inscripții: „S-a clădit în anul 1714.“, „Această biserică s-a reparat în anul 1775“ și „Clopotul s-a făcut în anul 1859“.
Începând din anul 1884, Șoimușul devine locul celor mai îndrăznețe acțiuni culturale, literare și economice din nordul Transilvaniei. În această perioadă își începe activitatea corul plugarilor și societatea de teatru, prezentând spectacole la care se adunau uneori până la două mii de spectatori.